# Johannes Maaß
Johannes Maaß (* 27. Februar 1882 in Dorndorf; † 24. April 1953 in Giengen an der Brenz) war ein deutscher Pädagoge und Kommunalpolitiker.

## Leben
Maaß wurde als Sohn des Gastwirtes Hermann Maaß geboren. Er besuchte zunächst das Lehrerseminar in Montabaur und war im Anschluss als Lehrer in Berod tätig. Von 1906 an studierte er in Berlin. Schließlich kam er 1909 als Lehrer nach Biebrich und Wiesbaden. Dort zog er 1919 als Abgeordneter der SPD in der Stadtverordnetenversammlung ein. 1920 gründete er zusammen mit Carl Broglie in Wiesbaden die städtische Volkshochschule und übernahm zugleich als Studienleiter und Geschäftsführer deren Leitung. Als 1933 die Nationalsozialisten die Macht ergriffen hatten, wurde Maaß 1933 aus allen Ämtern entlassen und unter Polizeiaufsicht gestellt. Nach dem Attentat auf Adolf Hitler am 20. Juli 1944 wurde er zusammen mit 190 anderen Wiesbadenern in Gewahrsam genommen. Kurz danach wurde er aus seiner Haft im Polizeigefängnis von Wiesbaden in das KZ Dachau deportiert.
Nach Kriegsende kehrte er nach Wiesbaden zurück und übernahm den Vorsitz des dortigen Ortsverbandes der SPD. Von der US-amerikanischen Kontrollregierung wurde er als Schul- und Kulturdezernent der Stadt eingesetzt.
Seit 1960 erinnert der Name der Johannes-Maaß-Schule an den Pädagogen. Am 30. November 1967 beschloss der Magistrat der Stadt Wiesbaden, die an der Schule entlangführende Kantstraße ebenfalls nach Maaß zu benennen.